# Melanie Serrano
Melanie Serrano (Sevilla, 1989. október 12. –) spanyol női válogatott labdarúgó, hátvéd, aki a Barcelona csapatában futballozott.

## Pályafutása

### Klubcsapatokban
Serrano a Barcelona akadémiáján nevelkedett, a felnőtt csapatban 2007 és 2022 között több mint négyszáz bajnoki mérkőzésen lépett pályára. Legnagyobb sikere a barcelonai együttessel a 2021-es UEFA Női Bajnokok Ligája-elsőség.

### A válogatottban
Tizenötszörös spanyol válogatott; tagja volt a 2015-ös női labdarúgó-világbajnokságon szerepelt spanyol csapatnak. 

## Sikerei

### Klubcsapatokban
Spanyol bajnok (7):
- Barcelona (7): 2011–2012, 2012–2013, 2013–2014, 2014–2015, 2019–2020, 2020–2021, 2021–2022

 Spanyol kupagyőztes (7):
- Barcelona (7): 2011, 2013, 2014, 2017, 2018, 2020, 2021

 Spanyol szuperkupa-győztes (2):
- Barcelona (2): 2020, 2022

 Copa Catalunya győztes (10):
- Barcelona (10): 2009, 2010, 2011, 2012, 2014, 2015, 2016, 2017, 2018, 2019

Bajnokok Ligája győztes (1):
- Barcelona: 2020–2021